# Leandro Alem

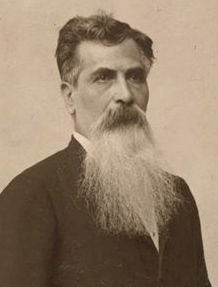
Leandro Alem in 1890

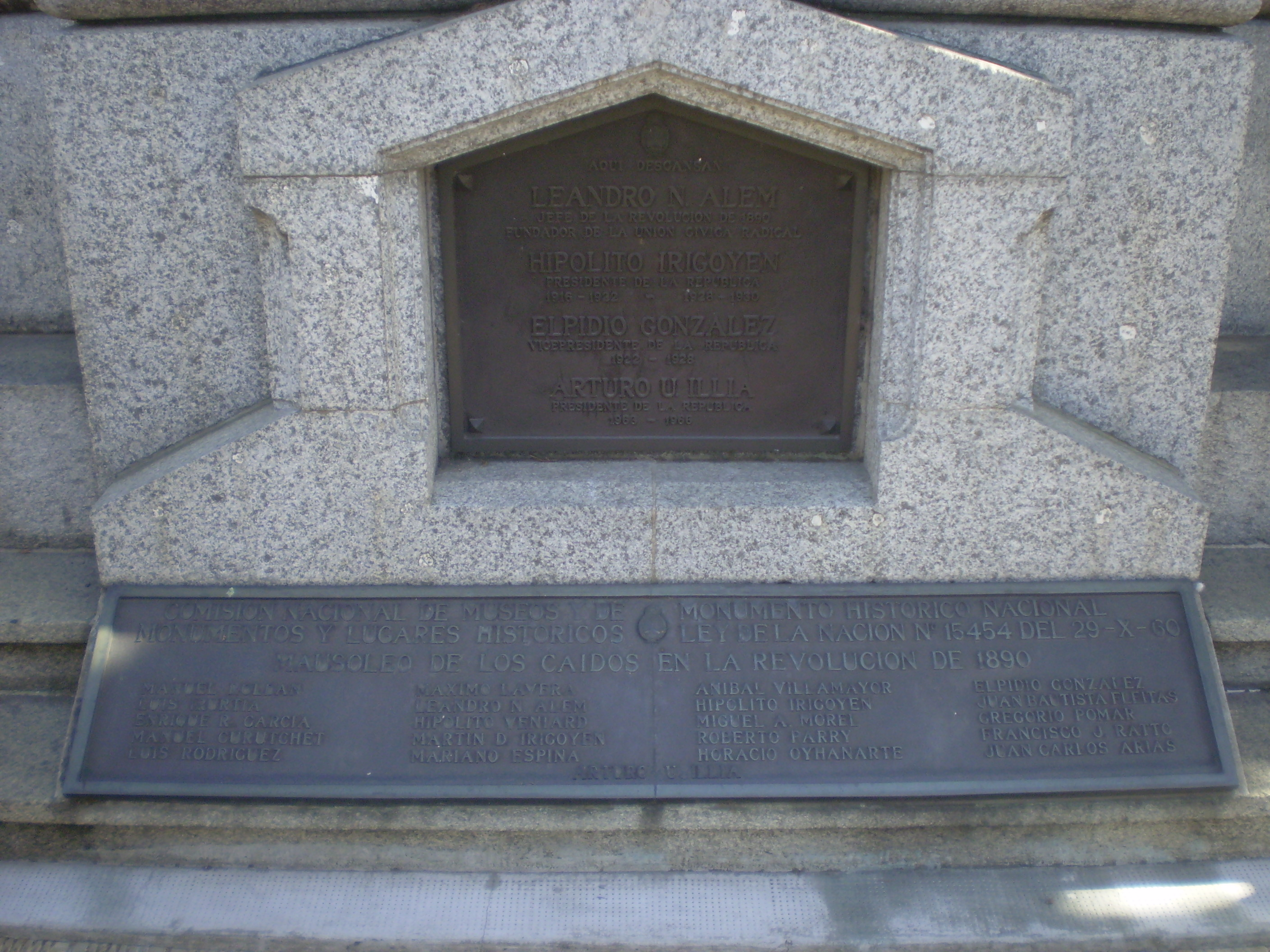
Graf van Leandro Alem op het Recoleta-kerkhof in Buenos Aires.

Leandro Nicéforo Alem (Buenos Aires, 11 maart 1841 – aldaar, 1 juli 1896 was een Argentijns politicus. Hij was een van de oprichters en een leider van de Unión Cívica Radical (UCR), en de oom en politiek onderwijzer van Hipólito Yrigoyen.

## Alems jeugd
Leandro Alem werd geboren als Leandro Antonio Alén. Zijn vader was winkelier, en een aanvoerder van de gewapende tak van de Sociedad Popular Restauradora die door aanhangers van Juan Manuel de Rosas was opgericht. Zijn vader werd opgehangen, en om niet langer met hem geassocieerd te worden veranderde Alem de –n in zijn achternaam in een –m (waardoor vanzelf ook het accent op de –e overbodig werd). Na de dood van zijn vader hield zijn moeder het gezin in leven door koek en snoepjes te verkopen.
In 1859 nam hij als vrijwilliger deel aan de Slag bij Cepeda, in 1861 aan die bij Pavón en in 1865 trok hij ten strijde in de Oorlog van de Drievoudige Alliantie tegen Paraguay. Hij raakte daar gewond, keerde terug naar Argentinië en voltooide daar een opleiding in de rechten. Hij studeerde af op een "Estudio sobre las obligaciones naturales" (een "Studie naar de natuurlijke verbintenis") en trad toe tot de vrijmetselarij.

## Lid van de Partido Autonomista
In 1868 sloot hij zich aan bij de Partido Autonomista (Autonome Partij) van Adolfo Alsina, waar hij in openbare debatten een talent bleek te hebben voor retoriek. In 1871 werd Alem afgevaardigde voor het provinciale bestuur van Buenos Aires, in 1874 nam hij zitting in het nationale parlement en daarna in de senaat. Hij verzette zich tegen de federalisering van de stad Buenos Aires, die volgens de Argentijnse grondwet noodzakelijk was. Toen de federalisering een feit was trok hij zich terug uit de senaat. Hij werd de intellectueel leider van een groep die streefde naar verandering in de Argentijnse politiek: de “generatie (18)80”.

## Oprichting van de Unión Cívica en de Unión Cívica Radical
In 1889 bevond Argentinië zich in een politieke en economische crisis, die werd versterkt door corruptie en machtsmisbruik tijdens het regime van president Miguel Juárez Celman. Met Bartolomé Mitre richtte Alem daarom de Unión Cívica (Burgerunie) op, die tijdens de Revolución del Parque (Parkrevolutie) van 1890 probeerde president Juárez Celman uit zijn ambt te ontzetten. Die opstand werd echter neergeslagen, maar toch trad de president terug en zijn vicepresident Carlos Pellegrini volgde hem op.
Door een overeenkomst tussen Julio Argentino Roca, leidende figuur in de conservatieve Partido Autonomista Nacional, en Bartolomé Mitre ontstond er tweespalt binnen de Unión Cívica. In 1891 splitste de partij zich, waardoor de Unión Cívica Radical ontstond. Alem volgde de lijn van de Unión Cívica Radical, die een belangrijke partij werd in Argentinië.

## Alems overlijden
Na een mislukte opstand in 1893 verloor Alem een groot deel van zijn aanhang. Hij voelde zich verraden en uit teleurstelling pleegde hij op 1 juli 1896 zelfmoord door zich in het hoofd te schieten. Hij ligt begraven in het Monument van de Gevallenen tijdens de revolutie van 1890, op het Recoleta-kerkhof van Buenos Aires.
- Biblioteca Nacional de España: XX1488412
- Gemeinsame Normdatei: 1053086342
- International Standard Name Identifier: 0000 0000 6360 5649
- Library of Congress Control Number: n84226209
- Nationale bibliotheek van Australië: 35225456
- Nederlandse Thesaurus van Auteursnamen: 07284910X
- Système universitaire de documentation: 085695300
- Trove: 872556
- Virtual International Authority File: 26020116
- WorldCat: E39PBJdGPCdfrv38KDD3RpHt8C